# تعقیب تبهکار
تعقیب تبهکار (به انگلیسی: Man Hunt) فیلمی در ژانر تریلر سیاسی به کارگردانی فریتس لانگ است که در سال ۱۹۴۱ منتشر شد. از بازیگران آن می‌توان به والتر پیجن، جوآن بنت، جرج سندرز و جان کارادین اشاره کرد. این فیلم بر اساس رمان مرد سرخ نوشتهٔ جافری هاوس‌هولد در سال ۱۹۳۹ ساخته شده است و اولین فیلم ضد نازی فریتس لانگ محسوب می‌شود.
همچنین این فیلم، اولین فیلم جنگی‌ای بود که توجه عمومی را به «اداره نظارت و بازبینی فیلم‌ها» در آمریکا جلب نمود که اعلان کرده بود تنها در صورتی اجازهٔ نمایشِ فیلم را خواهد داد که صحنه‌های بسیار خشنِ آن حذف شود و همهٔ آلمانی‌ها را به‌طور مطلق، شیطان‌صفت و بد، جلوه ندهد.